# برايان كوين (لاعب كرة قدم)
برايان كوين (بالإنجليزية: Brian Coyne)‏ هو مدرب كرة قدم ولاعب كرة قدم بريطاني، ولد في 13 ديسمبر 1959 في غلاسكو في المملكة المتحدة. لعب مع شروزبري تاون ونادي سلتيك ونادي فالكيرك ونادي ماذرويل.